# Estadio Ruch Chorzów
El estadio Ruch Chorzów (en polaco: Stadion Ruchu Chorzów) es un estadio multiusos de la ciudad de Chorzów, Polonia. El estadio fue inaugurado en 1935 y tiene una capacidad de 10.000 espectadores sentados. Sirve, principalmente, para la práctica de partidos de fútbol donde ejerce como local el Ruch Chorzów.